# Yun Bo-seon
Yun Bo-seon, em coreano : 윤보선, (Hauido, 26 de agosto de 1897 - Seul, 18 de julho de 1990.) foi um ativista independente e um político. Foi o presidente do seu país de 1960 a 1962 antes de ser substituído por Park Chung-hee como resultado do golpe em 16 de maio de 1961.

## Carreira política
Entrou na política após a Segunda Guerra Mundial seguindo o Gwangbokjeol (dia da liberação). O primeiro Doutor de Filosofia da Universidade Princeton da Coréia foi inclusive o primeiro presidente coreano, Syngman Rhee. Rhee foi o mentor de Yun e quem o fez servir como secretário de chefe de Estado coreano em 1947 e apontado como prefeito de Seul em 1948. Foi o Ministro dos Comércios no governo da recém-liberada Coréia em 1949 até o ano seguinte. Mesmo assim, discordara da forma autoritária que Rhee governava.
Em 1955, Yun ajudou na criação do Partido Democrata sul-coreano e quatro anos depois, virou um dos representantes do Conselho Supremo do Partido Democrata.

## Como estadista
O governo de Syngman Rhee foi deposto por uma revolta estudantil e democrata em 1960 e Yun foi eleito presidente em 13 de agosto do mesmo ano, indicando Chang Myon como Primeiro Ministro. Em resposta aos excessos autoritários do presidente anteriormente deposto, a Coréia do Sul se tornou um sistema parlamentar, com Yun sendo uma mera figura de transição entre os sistemas.
Após o golpe de Park Chung-Hee em 1961, Yun ficou no posto para dar legitimidade ao regime, entretanto, renunciou em março de 1962. Recebeu várias condenações nos anos seguintes por práticas antigovernamentais. Se opôs ao regime autoritário e concorreu duas vezes à presidência, perdendo em ambas.

Aposentou-se em 1980 e passou a focar sua vida em atividades culturais até sua morte em 18 de julho de 1990.